# روجيه ريو

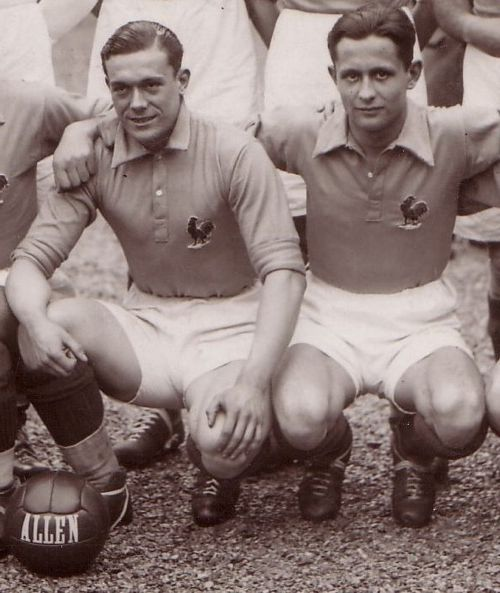
روجيه ريو (يمين) مع جان نيكولا

روجيه ريو (بالفرنسية: Roger Rio)‏ (13 فبراير 1913 - 23 أبريل 1999) لاعب كرة قدم فرنسي راحل كان يجيد اللعب في خط الوسط.
لعب طوال مسيرته الرياضية في نادي روين (1934-1951).
مثل منتخب فرنسا في 18 مباراة مسجلا 4 أهداف (1933-1937). شارك مع منتخب فرنسا في بطولة كأس العالم 1934 في إيطاليا حيث خرج من الدور الثمن النهائي.

## وصلات خارجية
- روجيه ريو على موقع الاتحاد الدولي (مؤرشف)  (الإنجليزية)
- روجيه ريو على موقع قاعدة بيانات كرة القدم.إي يو (الإنجليزية)
- روجيه ريو على موقع ناشيونال فوتبول تيمز (الإنجليزية)

- هذا سيرة ذاتية